# Raze (film)
Raze is een Amerikaanse horror-actiefilm uit 2013 onder regie van Josh C. Waller.

## Inhoud
Jamie Williams gaat na een geslaagd eerste afspraakje met Adam alleen naar huis. Terwijl ze ontspant in bad, wordt ze overvallen door een gemaskerde man. Wanneer ze weer bij bewustzijn komt, bevindt ze zich in een kale, haar onbekende kamer. Op de aangrenzende gang komt ze Sabrina tegen. Zij draagt dezelfde kleren als Jamie en zegt ook niet te weten waar ze zijn. Ze lopen samen verder en komen in een door stenen wanden ommuurde ruimte. Achter de twee vrouwen valt een valdeur dicht. Sabrina verontschuldigt zich en begint op Jamie in te slaan en schoppen. Jamie is een getraind kickbokser en eenmaal bekomen van de schrik, gaat ze in de verdediging. Ze overmeestert Sabrina en neemt die in een hoofdklem. Sabrina geeft aan dat ze zich overgeeft, maar zodra Jamie haar greep verslapt, krijgt ze een kopstoot. Sabrina klimt vervolgens op haar en stompt haar net zo lang in het gezicht tot ze sterft. De valdeur gaat weer open. Een stem klinkt over een telecomsysteem en draagt Sabrina op om te blijven waar ze is.
Sabrina blijkt net als Jamie te behoren tot een groep van in eerste instantie vijftig vrouwen die gevangen en in het complex opgesloten zijn door het echtpaar Joseph en Elizabeth. Zij staan aan het hoofd van een geheim genootschap en dwingen de vrouwen het één tegen één tegen elkaar op te nemen in gevechten op leven en dood. Deze vinden plaats met blote handen en voeten, zonder wapens. Bij verlies sterft niet alleen de deelneemster, maar ook een familielid van haar in de buitenwereld. Op weigering of het plegen van zelfmoord staat dezelfde sanctie. Bovendien wordt er dan een vervangster ontvoerd om in plaats van de weigeraar te vechten. De gevechten gaan door tot er één winnares overblijft. Zij mag terugkeren in de maatschappij als nieuwe, krachtiger vrouw, aldus Joseph. Een team van mannelijke bewakers onder aanvoering van William Kurtz voert het bewind in het cellencomplex waarin de gevangenen verblijven. Zij beantwoorden vragen, tegenspraak en al het andere wat hen niet aanstaat consequent met geweld en intimidatie. Joseph organiseert deze toernooien al tijden één keer per jaar, net als zijn vader voor hem, diens vader voor hem, en zo voort, en zo voort.
Alle gevangen vrouwen blijken afkomstig uit een gewelddadig verleden. De één als slachtoffer van huiselijk geweld, de ander juist als pleger van geweldsdelicten en in Sabrina's geval als voormalig militair en krijgsgevangene. Zij vecht voor het leven van haar dertienjarige dochter Megan. Die heeft ze na haar geboorte afgestaan ter adoptie omdat ze zichzelf geen geschikte moeder achtte. Desondanks houdt ze wel van haar. De organisators van de gevechten hebben verborgen camera's geplaatst in haar huis en bij familieleden van andere gevangenen. Dit om aan te tonen dat hun dreigementen serieus zijn. Ze laten ter bewijs regelmatig live-beelden zien, evenals opnames van de liquidaties van familieleden van verliezers en weigeraars. De vrouwen gaan op verschillende manieren om met de situatie. De één laat oprechte angst en zwakte doorschijnen, de ander acteert dit om een tegenstandster zand in de ogen te strooien en een derde profileert zich juist als sterk om de anderen te imponeren. Waar Sabrina, Teresa en Cody een onderlinge band ontwikkelen, vermijden andere vrouwen juist dat ze zoiets krijgen met een lotgenoot. De sadistische Phoebe is van nature een eenling die haar inborst niet onder stoelen of banken steekt.
Terwijl het aantal afgeronde gevechten toeneemt, dunt het aantal nog levende vrouwen uit. Een groep welgestelde mannen en vrouwen blijkt de moordpartijen in een andere ruimte in alle luxe te bekijken. De gevangen Brenda draait door en weigert nog langer de arena in te gaan. Elizabeth probeert haar met charme op andere gedachten te brengen, maar schiet haar door het hoofd wanneer dit geen effect blijkt te hebben. Wanneer het evenement zijn ontknoping nadert, zetten de organisatoren Teresa tegenover Cody. Wanneer die blijkt te vechten voor het leven van haar moeder, laat Teresa zichzelf moedwillig door haar ombrengen. Ze acht hun levens waardevoller dan het hare en dat van haar echtgenoot, die zich op dat moment in een isoleercel in een gevangenis bevindt. De organisatoren laten Cody meteen nog een keer vechten en sturen Phoebe op haar af. Hierdoor sterft ze alsnog. Phoebe geniet luidruchtig van het vermoorden van ook de tweede van het drietal vrouwen waarmee ze ook buiten de arena voortdurend overhoop ligt. Phoebe krijgt op haar beurt meteen daarna de derde achter zich aan, de inmiddels woeste Sabrina. Zij houdt het gevecht kort en wint.
Joseph kondigt aan dat Sabrina weliswaar de toernooiwinnares lijkt, maar dat haar nog één gevecht te wachten staat. De organisatoren hebben namelijk Braziliaans jiujitsu-expert Isabelle gerekruteerd om weigeraar Brenda te vervangen. De nieuwe vrouw loopt onzeker de arena in. Sabrina legt haar uit wat de bedoeling is. Nadat de vrouwen ieder een paar keer uitdelen en incasseren, neemt Isabelle Sabrina net zo lang in een verstikkingsgreep tot het gevecht voorbij is.
De bewakers binden Isabelle in een kamer aan een stoel. Joseph vertelt haar hier dat ze heeft gewonnen en wat haar daardoor ten deel valt. Andere bewakers brengen Sabrina naar een kamer waar een medewerker de lichamen van de verliezers aan stukken snijdt ter vernietiging. Zodra ze alleen zijn, steekt Sabrina hem zijn eigen slagersbijl in zijn nek. Isabelle en zij hebben haar dood geënsceneerd. Sabrina vermoordt daarna ook de tweede dodenverwerker en gaat met zijn tasergun en elektronische toegangspas verder het complex in. Zo vindt ze de kamer waarin Joseph, Elizabeth en Isabelle zich bevinden. Sabrina stormt binnen en verdooft Joseph met de tasergun. Daarna probeert ze Isabelle los te maken. Elizabeth grijpt ondertussen een wapen van de muur en belaagt Sabrina. Die schopt haar een venster door, waarna ze verdiepingen lager dood neervalt in de arena. Sabrina vermoordt Joseph vervolgens door hem een splinter van het raamkozijn in zijn nek te steken. Wanneer William nietsvermoedend de kamer instapt, slaat ze zijn schedel in met een wapen bestaand uit een handvat waaraan stalen, slingerende ballen met draden vastzitten.
Isabelle blijkt overleden. Ze heeft een fatale hoofdwond opgelopen toen Elizabeth Sabrina probeerde te raken. Sabrina gaat daarom alleen op zoek naar een uitgang. Via de lift belandt ze in de ruimte waarin de leden van het genootschap toekeken hoe zij en haar medeslachtoffers elkaar afmaakten. Ze rent de voordeur door, naar buiten. Een geweerschot klinkt. Sabrina valt fataal verwond neer. De schutter blijkt Adam. Sabrina herkent hem als de man met wie ze een afspraakje had vlak voor ze gevangen werd, net als Jamie.

## Rolverdeling
| - Zoë Bell - Sabrina - Tracie Thoms - Teresa - Bailey Anne Borders - Cody - Rebecca Marshall - Phoebe - Rachel Nichols - Jamie Williams - Doug Jones - Joseph - Bruce Thomas - William Kurtz - Sherilyn Fenn - Elizabeth - Allene Quincy - Brenda - Adrienne Wilkinson - Nancy | - Amy Johnston - Gloria - Tara Macken - Dee - Nicole Steinwedell - Isabelle - Jordan James Smith - Adam - Brianna Gage - Megan - Kelly Thiebaud - Vanessa - Elizabeth Crompton - Molly - Victoria Cruz - Sofia Diaz - Tiffany DeMarco - Chloe - Tonya Kay - Alex |

## Trivia
- Leigh Wannell en Rosario Dawson hebben allebei een cameo in Raze. Wannell is te zien als bewaker in de lift. Dawson verschijnt ongeveer twee minuten als Rachel, een van de vrouwen die tegen Teresa moeten vechten.
- Zoë Bell, Tracie Thoms en Rosario Dawson speelden eerder met zijn drieën in Death Proof.